# Усть-Гавриловка
Усть-Гавриловка — село в Троицком районе Алтайского края. Входит в состав Хайрюзовского сельсовета.

## География
Расположено преимущественно на правом берегу реки Хайрюзы. Абсолютная высота — 267 метров над уровнем моря.
Климат
Климат характеризуется как континентальный, с продолжительной холодной зимой и коротким тёплым летом. Средняя температура самого тёплого месяца (июля) составляет 19 °С. Средняя температура самого холодного месяца (января) — −18 °С (абсолютный минимум — −50 °С). Годовое количество осадков — 300—350 мм. Продолжительность периода с устойчивым снежным покровом составляет 160 −170 дней.

## История
Основано в 1846 году. В 1926 году в селе имелось 238 хозяйств и проживал 1551 человек (762 мужчины и 789 женщин). В национальном составе населения того периода преобладали русские. Действовали школа I ступени и лавка общества потребителей. В административном отношении являлось центром Усть-Гавриловского сельсовета Больше-Реченского района Бийского округа Сибирского края.

## Население
| 1926 | 1997 | 1998 | 1999 | 2000 | 2001 |
| ---- | ---- | ---- | ---- | ---- | ---- |
| 1551 | ↘603 | ↗626 | ↘612 | ↘587 | ↘574 |
| 2002 | 2003 | 2004 | 2005 | 2006 | 2007 |
| ↘535 | ↘529 | ↘477 | ↘428 | ↘360 | ↘340 |
| 2008 | 2009 | 2010 | 2011 | 2012 | 2013 |
| ↘322 | ↘316 | ↘276 | ↘275 | ↘257 | ↘253 |

Национальный состав
Согласно результатам переписи 2002 года, в национальной структуре населения русские составляли 91 %.